# Lou Kindt
Lou Kindt (25 mei 1997) is een Belgisch volleyballer.

## Levensloop
Kindt kwam in aanraking met volleybal bij VC Gaveren waar zijn vader actief was als speler en later als bestuurslid. Vervolgens was hij aangesloten bij VC Nazareth waarmee hij aantrad in de jeugdreeksen.  Na zijn studies aan de Topsportschool Vilvoorde ging hij aan de slag bij Volley Asse-Lennik en diens opvolger Lindemans Aalst. In 2017 maakte hij de overstap naar Knack Roeselare, waarmee hij tweemaal de Beker van België won (2018 en 2019) en eenmaal de Supercup (2018). Vervolgens was Kindt aan de slag bij VC Maaseik, waarmee hij in 2021 de halve finale van de CEV Cup bereikte. Zenit Sint-Petersburg bleek evenwel te sterk. Hierop aansluitend was hij aan de slag bij Volley Menen. Tijdens het seizoen 2023-2024 kwam hij uit voor Caruur Volley Gent.. Vanaf het seizoen 2024-2025 is hij opnieuw actief bij Lindemans Aalst.
Daarnaast was hij actief bij het Belgisch volleybalteam. Met de Red Dragons nam hij onder meer deel aan het Europese Spelen van 2015.
Zijn zussen Bieke en Femke zijn eveneens actief in het volleybal.